# Abdoulaye Ndiaye (football)
Pour les articles homonymes, voir Abdoulaye N'Diaye et N'Diaye.
Abdoulaye Niakhate Ndiaye, né le 10 avril 2002, est un footballeur international sénégalais évoluant au poste de défenseur central à Parme Calcio.

## Biographie
Abdoulaye Niakhate Ndiaye est né au Sénégal dans la ville de Boune dans la région du Ziguinchor en basse Casamance.

### En club
Il commence sa carrière à l’Association sportive Dakar Sacré-Cœur et à 18 ans il rejoint l'Olympique lyonnais où il est formé puis prêté au Sporting Club de Bastia. En 28 matchs de Ligue 2, il impressionne à seulement 20 ans et termine 4e du Championnat de France de football de deuxième division 2022-2023.
L’Espérance sportive Troyes annonce son arrivée le 20 juillet 2023 pour un transfert estimé à 3,5 millions d'euros (hors bonus),. Il y paraphe un contrat de 5 ans, le liant jusqu'en juin 2028 au club troyen. Il dispute une nouvelle saison pleine en Ligue 2, prenant part à 31 rencontres de championnat, les débutant toutes titulaires. Xavier Chavalerin blessé, il porte le brassard de capitaine entre la 11e et 15e journée. Au terme de la saison 2023-2024, le club aubois est relégué en National.
Il est prêté au Stade brestois 29, évoluant en Ligue 1, avec une option d’achat à hauteur de 8 millions d'euros le 24 juillet 2024. Le club breton doit alors remplacer Lilian Brassier, parti vers l'Olympique de Marseille. Il découvre la Ligue des champions, le 10 décembre 2024, face au PSV Eindhoven (victoire 1-0). Lors de cette rencontre, il joue la partie avec une entaille sur le coup de pied survenue sur son premier tacle, à la 5e minute. Recousu à la mi-temps et à la suite de la sortie sur blessure à la 56e de son coéquipier défenseur central Julien Le Cardinal, il termine la rencontre malgré la douleur.

### En sélection
Il est appelé en sélection pour la première fois avec l’équipe U20 du Sénégal en 2019, honorant son premier match en amical face à l’Uruguay. Absent pour la Coupe d'Afrique des nations de football des moins de 20 ans 2019, il est sélectionné pour la Coupe du monde de football des moins de 20 ans 2019.
Convoqué avec l’équipe U23 du Sénégal il débute le 25 septembre 2022 en match amical face au Maroc (victoire 3 buts a 1). Il prend le brassard de capitaine et dispute les éliminatoires de la Coupe d'Afrique des nations de football des moins de 23 ans 2023.
En 2023 il est appelé avec l’équipe première du Sénégal pour deux matches amicaux en vue d’une préparation pour la Coupe d'Afrique des nations de football 2023. Le 29 décembre 2023, il est retenu dans la liste des vingt-sept joueurs sénégalais sélectionnés par Aliou Cissé pour disputer la Coupe d'Afrique des nations 2023.

## Statistiques
| Saison                | Club                     | Championnat           | Championnat | Championnat | Coupe nationale | Coupe nationale | Coupe de la Ligue | Coupe de la Ligue | Compétition(s) continentale(s) | Compétition(s) continentale(s) | Compétition(s) continentale(s) | Total | Total |
| Saison                | Club                     | Division              | M.          | B.          | M.              | B.              | M.                | B.                | Comp.                          | M.                             | B.                             | M.    | B.    |
| 2022-2023             | SC Bastia (prêt)         | Ligue 2               | 28          | 1           | 1               | 0               | -                 | -                 | -                              | -                              | -                              | 29    | 1     |
| 2023-2024             | ESTAC Troyes             | Ligue 2               | 31          | 0           | -               | -               | -                 | -                 | -                              | -                              | -                              | 31    | 0     |
| 2024-2025             | Stade brestois 29 (prêt) | Ligue 1               | 22          | 1           | 3               | 0               | -                 | -                 | C1                             | 2                              | 0                              | 27    | 1     |
| Total sur la carrière | Total sur la carrière    | Total sur la carrière | 81          | 2           | 4               | 0               | -                 | -                 | -                              | 2                              | 0                              | 87    | 2     |

## Palmarès
- Médaille de bronze des Jeux africains de 2019 avec l'équipe du Sénégal des moins de 20 ans
- Champion du Championnat arabe des moins de 20 ans avec l'équipe du Sénégal des moins de 20 ans en 2020